# Jettböle
Jettböle är en boplats från stenåldern i Jomala på Åland. 
Jettböle är en av Finlands mest betydelsefulla fyndplatser för skandinavisk gropkeramisk kultur. Den undersöktes av Björn Cederhvarf 1905–1906, 1908 och 1911 och var föremål för utgrävningar även under 1990-talet. Platsen ligger på sandmark och i skydd av Jomala Kasberg. 
Det utomordentligt rika fyndmaterialet omfattar främst stora mängder kam- och gropornerade skärvor från små lerkärl med profilerad vägg samt avslag av kvartskeratofyr, en stenart som finns på Åland och i sydvästra Finland. Bäst kända är de talrika fragmenten av leridoler, små människoliknande figurer med rik ornering, som i många fall kan tänkas avbilda tidens dräktmode. Idolerna, som torde ansluta sig till för oss obekanta rituella handlingar, har goda motsvarigheter på andra samtidiga åländska stenåldersboplatser, men saknas i Skandinavien. Tack vare jordens höga kalkhalt är benmaterialet bevarat, vilket har möjliggjort en analys av restfaunan. Förutom talrika ben av säl, främst grönlandssäl, och fiskar har man även identifierat nötkreatur. I boplatsens kulturskikt har man också påträffat en grav; människoben förekommer även annorstädes och vissa fynd tyder på att man kanske rent av praktiserat kannibalism.
Jettböle är en typisk fångstboplats med inslag av boskapsskötsel. Fynd av malstenar visar att man använt säd, men några tecken på att man själv har odlat spannmål finns inte. På det finländska fastlandet har man undersökt endast en gropkeramisk boplats, Rävåsen i Kristinestad.